# I segreti di Nicholas Flamel, l'immortale - I gemelli
I segreti di Nicholas Flamel, l'immortale - I gemelli (The Enchantress: The Secrets of the Immortal Nicholas Flamel), abbreviato come I gemelli, è un romanzo fantasy per ragazzi del 2012 di Michael Scott, sesto e ultimo volume della serie I segreti di Nicholas Flamel, l'immortale, iniziata con I segreti di Nicholas Flamel, l'immortale - L'alchimista.
È stato pubblicato in italiano nel 2013 da Mondadori.

## Trama
La storia inizia giovedì 7 giugno 2007 e si conclude (ultimo capitolo) il giorno seguente. Come nel libro precedente vengono seguite anche le vicende di alcuni protagonisti che sono stati trasportati nel passato.
I primi due capitoli riprendono alcune vicende già raccontate al termine del libro precedente, dove però era indicata la data del 6 giugno.
A San Francisco Nicholas e Perenelle Flamel, con l'aiuto di Niten e Prometeo, devono difendere la città dall'assalto degli Oscuri Signori e delle loro terribili creature improgionate ad Alcatraz.
Anche Tsagaglalal si prepara a combattere contro gli Oscuri Signori.
Ad Alcatraz Marte, Odino ed Hel, con l'aiuto di Machiavelli, Billy the Kid e Black Hawk, devono impedire alle creature imprigionate di uscire dalla prigione e dirigersi verso la città.
Sophie e Josh, con Dee e Virginia Dare, sono tornati nella Danu Talis di diecimila anni fa. Si ritrovano in una straordinaria città piena di sorprese.
Nel frattempo i loro amici (Scathach, Giovanna d'Arco, il conte di Saint-Germain, Palamede e Shakespeare), aiutati da Prometeo, sono impegnati a lottare contro i nemici.
Marethyu ha preso Dee al quale i suoi padroni (Iside ed Osiride) avevano tolto l'immortalità...

## Edizioni
- Michael Scott, I segreti di Nicholas Flamel, l'immortale - I gemelli, Milano, Mondadori, 2013, 552 p. ISBN 9788804631996